# Leichtathletik-Europameisterschaften 2010/Teilnehmer (Irland)
Irland meldete 33 Sportler, davon 18 Frauen und 15 Männer, für die Leichtathletik-Europameisterschaften 2010 (27. Juli bis 1. August in Barcelona).
| Wettbewerb        | Männer                                                                                   | Frauen |
| ----------------- | ---------------------------------------------------------------------------------------- | --- |
| 100 m             | Paul Hession (nicht gestartet) Jason Smyth (14. Platz)                                   | Ailis McSweeney (9. Platz)                                                                                   |
| 200 m             | Steven Colvert (24. Platz) Paul Hession (6. Platz)                                       | Joanne Cuddihy (nicht gestartet) Niamh Whelan (11. Platz)                                                    |
| 400 m             | David Gillick (5. Platz) Brian Gregan (26. Platz) Gordon Kennedy (22. Platz)             | Joanne Cuddihy (10. Platz)                                                                                   |
| 800 m             | Thomas Chamney (nicht gestartet) David McCarthy (13. Platz)                              | Roseanne Galligan (18. Platz)                                                                                |
| 1500 m            | Thomas Chamney (18. Platz) Rory Chesser (20. Platz) Alistair Ian Cragg (nicht gestartet) | |
| 5000 m            | Mark Christie (25. Platz) Alistair Ian Cragg (im Finale aufgegeben)                      | |
| 3000 m Hindernis  |                                                                                          | Fionnuala Britton (11. Platz) Stephanie O’Reilly (18. Platz)                                                 |
| 100 m Hürden      |                                                                                          | Derval O’Rourke (Silber)                                                                                     |
| 400 m Hürden      |                                                                                          | Michelle Carey (24. Platz) Brona Furlong (26. Platz) Justine Kinney (23. Platz)                              |
| Hochsprung        |                                                                                          | Deirdre Ryan (9. Platz)                                                                                      |
| Stabhochsprung    |                                                                                          | Tori Pena (21. Platz)                                                                                        |
| Weitsprung        |                                                                                          | Kelly Proper (kein gültiger Versuch)                                                                         |
| 20 km Gehen       | Jamie Costin (20. Platz) Robert Heffernan (4. Platz)                                     | Olive Loughnane (aufgegeben)                                                                                 |
| 50 km Gehen       | Colin Griffin (11. Platz) Robert Heffernan (4. Platz)                                    | |
| 4 × 100 m Staffel |                                                                                          | (9. Platz) Claire Brady Amy Foster Ailis McSweeney Derval O’Rourke Kelly Proper Niamh Whelan                 |
| 4 × 400 m Staffel | (11. Platz) David Gillick Brian Gregan Gordon Kennedy David McCarthy Brian Murphy        | (9. Platz) Marian Andrews-Heffernan Claire Bergin Michelle Carey Joanne Cuddihy Brona Furlong Justine Kinney |